# Гуселетово
Гуселетово — село в Романовском районе Алтайского края. Административный центр и единственный населённый пункт Гуселетовского сельсовета.

## История
Основано в 1810 году. В 1809 году на берег озера Горького самовольно переселился крестьянин из деревни Петуховой — Тихон Петрович Бубенщиков с семьёй. Он поставил избу в окрестностях озера в той местности, которая носила название Собачьи ямы. Вскоре к нему присоединились и другие жители, так как им тоже понравилось место. Разрешение на поселение в основанной деревне Гуселетово при Собачьих ямах управитель Чингисской волости дал в 1810 году. В 1811 году по разрешению управителя Бердской волости в Гуселетово переселились крестьяне из деревни Гилёвой.
В «Памятной книжке Томской губернии» на 1904 год в Касмалинской волости Барнаульского уезда значится деревня Гуселетова (она же Собачья), расположенная близ озера Гуселетова в 520 верстах от Томска и в 185 верстах от Барнаула. В деревне числилось 119 дворов. Население составляло 335 душ мужского пола и 363 души женского. Имелась мануфактурная лавка.
В шестую ревизию 1811 году в новом населённом пункте проживал 41 житель. В последующем деревня Гуселетова помечается в ревизских сказках — «она ж Собачья». Наибольшее число жителей в поселении было отмечено в перепись 1926 году. Тогда в селе Гуселетовом Мамонтовского района было учтено 302 хозяйства, в которых проживало 1565 жителей.
В перепись 1919 года в селе работала 1-я Гуселетовская артель на маслодельном заводе, было организовано 2-е Гуселетовское общество потребителей, стояли ветряные мельницы в 13 хозяйствах. Зажиточный купец Савва Федотов вёл торговлю в собственном магазине. В конце 1919 года в селе проживали 663 мужчины и 683 женщины. В 1926 году в селе стояли 302 двора, население составляло 1565 человек. Появился лечебный пункт, почтовое отделение. В начале XX века в селе было пять улиц.
В конце 20-х годов XX века в Гуселётово организовали первую трудовую коммуну, в 1930 годах появились колхозы: им. Ворошилова, «Майское утро», «13 Октябрь», «Воля жизни», из которых затем образовали 2 совхоза. В феврале 1937 года появилась машинно-тракторная станция (МТС).
В 1928 году село состояло из 302 хозяйств, основное население — русские. Село было центром Гуселетовского сельсовета Мамонтовского района Барнаульского округа Сибирского края.

## География
Село находится между озёрами Мормышенское и Горькое.
Уличная сеть
В селе 6 улиц: 30 лет Победы, Бубенщиковых, Новая, Октябрьская, Садовая и улица Захарова.
Расстояние до
- районного центра Романово 12 км.
- краевого центра Барнаул 184 км.

Ближайшие населённые пункты
Казанцево 11 км, Мормыши 16 км, Суслово 18 км, Память Коммунаров 19 км, Рассвет 19 км.
Климат
Климат села соответствует погодным условиям Романовского района — резко континентальный, со средней температурой января минус 20−23,4°С, июля — +19°С. Годовое количество атмосферных осадков 332,8 мм.

## Население
| 1926  | 1997  | 1998  | 1999  | 2000  | 2001  |
| ----- | ----- | ----- | ----- | ----- | ----- |
| 1565  | ↘1165 | ↘1154 | ↘1146 | ↗1154 | ↗1160 |
| 2002  | 2003  | 2004  | 2005  | 2006  | 2007  |
| ↘1128 | ↘1107 | ↗1120 | ↗1124 | ↘1115 | ↘1085 |
| 2008  | 2009  | 2010  | 2011  | 2012  | 2013  |
| ↘1076 | ↘1064 | ↘925  | ↗954  | ↘930  | ↘911  |
| 2014  | 2015  | 2016  | 2017  | 2018  | 2019  |
| ↘883  | →883  | ↘842  | ↘836  | →836  | ↘803  |
| 2020  | 2021  |       |       |       |       |
| ↘784  | ↘772  |       |       |       |       |

## Туризм
Менее чем в 3 км от села расположена сеть Гуселетовских озёр, многие из которых обладают целебными свойствами, что привлекает многочисленных туристов, особенно в летний период. В озере Горьком более 5 млн куб. целебной грязи, обладающей природными антибактериальными свойствами.
В лечебно-оздоровительном комплексе «Гуселетовские плесы» действует Музей гуся, представляющий экспозицию с 7 тысячами экспонатов: монеты, гуси из фарфора и чугуна, а также марки и другие изделия.